# Gangnam-myeon
Gangnam-myeon (koreanska: 각남면) är en socken i Sydkorea. Den ligger i kommunen Cheongdo-gun och provinsen Norra Gyeongsang, i den sydöstra delen av landet, 260 km sydost om huvudstaden Seoul.